# 1367
Il 1367 (MCCCLXVII in numeri romani) è un anno  del XIV secolo.

## Eventi
- 29 gennaio - Viene costituita la Lega Caddea tra i cittadini della parte centro-meridionale dell'attuale Canton Grigioni.
- La Bessarabia si unisce alla Valacchia

## Nati
- 6 gennaio - Riccardo II d'Inghilterra, re († 1400)
- 3 aprile - Enrico IV d'Inghilterra, re († 1413)
- 13 giugno - Taejong di Joseon, sovrano coreano († 1422)
- 12 agosto - Valentina Visconti di Cipro, principessa italiana († 1393)
- Thomas Chaucer, politico inglese († 1434)
- Maria d'Enghien, sovrana italiana († 1446)
- Raffaele Fulgosio, giurista italiano († 1427)
- Pesello, pittore italiano († 1446)
- Bernardo Guadagni, banchiere e politico italiano († 1434)
- Nikolaus di Gara, politico ungherese († 1433)
- Pere de Santcliment, vescovo cattolico spagnolo († 1403)

## Morti
- 9 gennaio - Giulia Della Rena, religiosa italiana (n. 1319)
- 18 gennaio - Amedeo III di Ginevra, conte (n. 1311)
- 18 gennaio - Pietro I del Portogallo, re portoghese (n. 1320)
- 13 marzo - Galasso I Pio, condottiero italiano
- 15 marzo - Jean I Le Meingre, militare francese
- 15 marzo - Galeotto I Malaspina, giudice italiano
- 19 marzo - Sibillina Biscossi, monaca cristiana, mistica e veggente italiana (n. 1287)
- 15 aprile - Ruffino Landi, vescovo cattolico italiano
- 27 aprile - Kenna di Lituania, duchessa lituana
- 10 maggio - Élias de Saint-Yrieix, cardinale, vescovo cattolico e abate francese
- 17 maggio - Giacomo di Savoia-Acaia, nobile italiano (n. 1325)
- 20 maggio - Pierre Itier, cardinale e vescovo cattolico francese
- 31 luglio - Giovanni Colombini, mercante italiano (n. 1304)
- 24 agosto - Egidio Albornoz, cardinale, condottiero e politico spagnolo (n. 1310)
- 31 agosto - Aimone III di Ginevra, nobile
- 1º settembre - Giovanna Soderini, religiosa italiana (n. 1301)
- 28 dicembre - Ashikaga Yoshiakira, militare giapponese (n. 1330)
- 31 dicembre - Niccolò di Alife, notaio italiano
- Edoardo Balliol, nobile scozzese
- Egidio Boccanegra, corsaro italiano
- Luchino Dal Verme, politico, diplomatico e condottiero italiano (n. 1320)
- Orso Dolfin, patriarca cattolico italiano
- Ramberto I Malatesta, condottiero italiano (n. 1302)
- Nicolò Matafari, arcivescovo cattolico italiano
- Niccolò da Montefeltro, condottiero italiano (n. 1319)
- Guido Sette, arcivescovo italiano (n. 1304)

## Calendario
| Calendario 1367 | Calendario 1367 | Calendario 1367 | Calendario 1367 | Calendario 1367 | Calendario 1367 | Calendario 1367 | Calendario 1367 | Calendario 1367 | Calendario 1367 | Calendario 1367 | Calendario 1367 | Calendario 1367 | Calendario 1367 | Calendario 1367 | Calendario 1367 | Calendario 1367 | Calendario 1367 | Calendario 1367 | Calendario 1367 | Calendario 1367 | Calendario 1367 | Calendario 1367 | Calendario 1367 | Calendario 1367 | Calendario 1367 | Calendario 1367 | Calendario 1367 | Calendario 1367 | Calendario 1367 | Calendario 1367 | Calendario 1367 | Calendario 1367 |
| --------------- | --------------- | --------------- | --------------- | --------------- | --------------- | --------------- | --------------- | --------------- | --------------- | --------------- | --------------- | --------------- | --------------- | --------------- | --------------- | --------------- | --------------- | --------------- | --------------- | --------------- | --------------- | --------------- | --------------- | --------------- | --------------- | --------------- | --------------- | --------------- | --------------- | --------------- | --------------- | --------------- |
|                 | 1               | 2               | 3               | 4               | 5               | 6               | 7               | 8               | 9               | 10              | 11              | 12              | 13              | 14              | 15              | 16              | 17              | 18              | 19              | 20              | 21              | 22              | 23              | 24              | 25              | 26              | 27              | 28              | 29              | 30              | 31              |                 |
| Gennaio         | Ve              | Sa              | Do              | Lu              | Ma              | Me              | Gi              | Ve              | Sa              | Do              | Lu              | Ma              | Me              | Gi              | Ve              | Sa              | Do              | Lu              | Ma              | Me              | Gi              | Ve              | Sa              | Do              | Lu              | Ma              | Me              | Gi              | Ve              | Sa              | Do              |                 |
| Febbraio        | Lu              | Ma              | Me              | Gi              | Ve              | Sa              | Do              | Lu              | Ma              | Me              | Gi              | Ve              | Sa              | Do              | Lu              | Ma              | Me              | Gi              | Ve              | Sa              | Do              | Lu              | Ma              | Me              | Gi              | Ve              | Sa              | Do              |                 |                 |                 |                 |
| Marzo           | Lu              | Ma              | Me              | Gi              | Ve              | Sa              | Do              | Lu              | Ma              | Me              | Gi              | Ve              | Sa              | Do              | Lu              | Ma              | Me              | Gi              | Ve              | Sa              | Do              | Lu              | Ma              | Me              | Gi              | Ve              | Sa              | Do              | Lu              | Ma              | Me              |                 |
| Aprile          | Gi              | Ve              | Sa              | Do              | Lu              | Ma              | Me              | Gi              | Ve              | Sa              | Do              | Lu              | Ma              | Me              | Gi              | Ve              | Sa              | Do              | Lu              | Ma              | Me              | Gi              | Ve              | Sa              | Do              | Lu              | Ma              | Me              | Gi              | Ve              |                 |                 |
| Maggio          | Sa              | Do              | Lu              | Ma              | Me              | Gi              | Ve              | Sa              | Do              | Lu              | Ma              | Me              | Gi              | Ve              | Sa              | Do              | Lu              | Ma              | Me              | Gi              | Ve              | Sa              | Do              | Lu              | Ma              | Me              | Gi              | Ve              | Sa              | Do              | Lu              |                 |
| Giugno          | Ma              | Me              | Gi              | Ve              | Sa              | Do              | Lu              | Ma              | Me              | Gi              | Ve              | Sa              | Do              | Lu              | Ma              | Me              | Gi              | Ve              | Sa              | Do              | Lu              | Ma              | Me              | Gi              | Ve              | Sa              | Do              | Lu              | Ma              | Me              |                 |                 |
| Luglio          | Gi              | Ve              | Sa              | Do              | Lu              | Ma              | Me              | Gi              | Ve              | Sa              | Do              | Lu              | Ma              | Me              | Gi              | Ve              | Sa              | Do              | Lu              | Ma              | Me              | Gi              | Ve              | Sa              | Do              | Lu              | Ma              | Me              | Gi              | Ve              | Sa              |                 |
| Agosto          | Do              | Lu              | Ma              | Me              | Gi              | Ve              | Sa              | Do              | Lu              | Ma              | Me              | Gi              | Ve              | Sa              | Do              | Lu              | Ma              | Me              | Gi              | Ve              | Sa              | Do              | Lu              | Ma              | Me              | Gi              | Ve              | Sa              | Do              | Lu              | Ma              |                 |
| Settembre       | Me              | Gi              | Ve              | Sa              | Do              | Lu              | Ma              | Me              | Gi              | Ve              | Sa              | Do              | Lu              | Ma              | Me              | Gi              | Ve              | Sa              | Do              | Lu              | Ma              | Me              | Gi              | Ve              | Sa              | Do              | Lu              | Ma              | Me              | Gi              |                 |                 |
| Ottobre         | Ve              | Sa              | Do              | Lu              | Ma              | Me              | Gi              | Ve              | Sa              | Do              | Lu              | Ma              | Me              | Gi              | Ve              | Sa              | Do              | Lu              | Ma              | Me              | Gi              | Ve              | Sa              | Do              | Lu              | Ma              | Me              | Gi              | Ve              | Sa              | Do              |                 |
| Novembre        | Lu              | Ma              | Me              | Gi              | Ve              | Sa              | Do              | Lu              | Ma              | Me              | Gi              | Ve              | Sa              | Do              | Lu              | Ma              | Me              | Gi              | Ve              | Sa              | Do              | Lu              | Ma              | Me              | Gi              | Ve              | Sa              | Do              | Lu              | Ma              |                 |                 |
| Dicembre        | Me              | Gi              | Ve              | Sa              | Do              | Lu              | Ma              | Me              | Gi              | Ve              | Sa              | Do              | Lu              | Ma              | Me              | Gi              | Ve              | Sa              | Do              | Lu              | Ma              | Me              | Gi              | Ve              | Sa              | Do              | Lu              | Ma              | Me              | Gi              | Ve              |                 |